# Pust' govorjat
Lasciali parlare (in russo: Пусть говорят, traslitterato: Pust' govorjat)  è un talk show russo, in onda dal 2001 e condotto da Dmitrij Borisov e trasmesso da Pervyj kanal. Vengono invitati ospiti in studio per affrontare soprattutto problemi personali; criminalità, abuso di droga, suicidio, prostituzione, infedeltà e questioni sociali; attacchi, migrazione, relazioni internazionali.
Il programma è ispirato allo show statunitense The Jerry Springer Show, anche se è stato originariamente concepito per essere un clone dello show di Oprah Winfrey (The Oprah Winfrey Show).

## Puntate rilevanti
L'attrice Lindsay Lohan è apparsa nello show nel 2016. Una fuga di notizie ha mostrato che aveva originariamente chiesto un compenso di $ 860.000 e un'udienza con Vladimir Putin se fosse apparsa sullo show.
Martedì 1º febbraio 2017, la vittima di stupro Diana è stata ospite dello show. Ha parlato del suo stupro per mano di Semënov, un uomo di 21 anni. Semënov è stato condannato a otto anni in una colonia carceraria per "stupro" e "atti violenti di natura sessuale". Un tribunale d'appello in seguito ridusse la sua pena a tre anni e tre mesi. I commentatori accusarono Diana di aver provocato la violenza sessuale. Quasi tutti i relatori e la maggior parte del pubblico erano chiaramente dalla parte di Semënov. Lo spettacolo ha generato molti dibattiti e meme online.
All'inizio del 2017, Nadežda Semenjuk, ex moglie del triatleta Roman Paramonov, è andata nel programma insieme al suo ex marito, che l'aveva picchiata duramente.
Nel 2021 il programma si occupa di Olesja Rostova (nome datole in un orfanotrofio), una ragazza ventenne che è in cerca di sua madre. La ragazza potrebbe essere Denise Pipitone, la bambina scomparsa il 1º settembre 2004 da Mazara del Vallo. Nella puntata del 7 aprile 2021 viene svelato che non è lei Denise Pipitone, in quanto il gruppo sanguigno della ragazza non risulta compatibile con quello della bambina scomparsa.